# Otón I de Brandeburgo
Otón I (h. 1128 - 8  de julio de 1184) fue el segundo margrave de Brandeburgo, desde 1170 hasta su muerte.

## Biografía
Otón I nació dentro de la Casa de Ascania como el hijo mayor de Alberto I ("Alberto el Oso"), quien fundó el margraviato de Brandeburgo en 1157, y su esposa Sofía de Winzenburg. Tuvo tres hermanas y seis hermanos, el más conocido de los cuales fueron el príncipe-arzobispo Sigfrido de Bremen, y conde Bernardo de Anhalt, más tarde duque de Sajonia.
Se considera tradicionalmente que el año de nacimiento de Otón es 1128, pero historiadores recientes han suscitado algunas dudas sobre la fecha. Se sabe que Pribislav de los Havolanes sirvió como padrino de Otón y se le dieron las tierras de Zauche limitando con las posesiones de Ascania como regalo con motivo de esta ocasión; Partenheimer (2003) data este evento de 1123 a 1125.
Alrededor de 1148, Otón se casó con Judit de la dinastía piasta, hermano de los duques de Polonia Boleslao IV y Miecislao III. Se llegó a un acuerdo sobre el matrimonio durante la cruzada wenda (una de las Cruzadas bálticas) en una reunión del 6 de enero de 1148, en la que el arzobispo Federico de Wettin participó junto a Otón y los dos duques polacos. Según Partenheimer (2003), el matrimonio fue concertado en conexión con los esfuerzos ascanios para apoyar la dinastía pista en oposición al rey Conrado, quien apoyó a Ladislao II como gobernante legal de Polonia. Después de la muerte de Judit en 1175, Otón se casó con Ada o Adela de Holanda en 1176, hija de Florencio III de Holanda.
Otón tuvo dos hijos de su primer matrimonio, Otón y Enrique, y un tercer hijo del segundo matrimonio, Alberto:
- Otón II se convirtió en su sucesor como margrave de Brandeburgo a la muerte de Otón en 1184.[1]
- Enrique se convirtió en conde de Gardelegen
- Alberto II se convirtió en margrave de Brandeburgo después de la muerte de su hermano Otón II en 1205

Otón fue enterrado en la abadía de Lehnin, que él había conseguido construir.

## Margrave de Brandeburgo

### Junto con su padre (hasta 1170)
Otón gobernó desde 1144 junto con su padre Alberto. No asumió oficialmente el título de margrave de Brandeburgo hasta la muerte de su padre en 1170, pero tan temprano como 1144 se le menciona por ese título junto con Alberto en un documento real, aunque el propio Alberto no lo pretendió hasta 1157. El padre y el hijo, juntos, dieron forma a la política de la Casa de Ascania durante varias décadas, participando juntos en encuentros y decisiones, y ambos aparecen mencionados frecuentemente en documentos del período. La pareja estuvo acompañada y apoyado en muchos casos por los hermanos de Otón, en particular el segundo, Germán. Otón sobrevivió a su padre, quien vivió hasta la avanzada edad de 70 años, por solo 14 años.

### Gobierno en solitario (1170-1184)
El margraviato de Brandeburgo, que Otón finalmente recibió de su padre en 1170, no se correspondía en aquella época con el posterior territorio de Brandeburgo. El viejo margraviato fue esencialmente sólo la porción oriental de Havelland y el Zauche. En los siguientes 150 años bajo los ascanios, se expandiría para incluir muchas más regiones, pero durante los años de Otón como margrave, su principal objetivo era estabilizar y asegurar el margraviato intensificando el asentamiento en las regiones que controlaban.

## Abadía de Lehnin

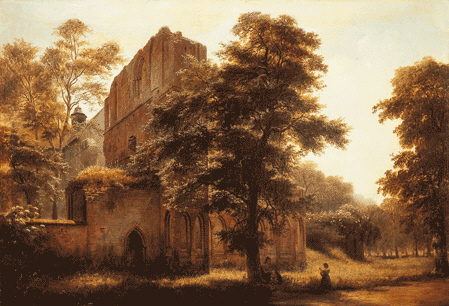
Ruinas de la abadía de Lehnin, 1858, por Eduard Gaertner

### Fundación por Otón I
En 1180, Otón fundó la abadía de Lehnin en Zauche como el primer monasterio del margraviato, en donde sería enterrado cuatro años más tarde. Este monasterio cisterciense se convirtió en monasterio casa y lugar de enterramiento para la Casa de Ascania, y más tarde también para la Casa de Hohenzollern. Los primeros monjes asumieron su residencia en 1183, procedentes de la abadía de Sittichenbach; la construcción de la iglesia y claustros empezaron alrededor de 1190.
El monasterio rápidamente se desarrolló convirtiéndose en una abadía rica y fortaleció la posición de los ascanios tanto por sus grandes medios económicos y por el trabajo misionero de sus monjes a los eslavos. Cuando el monasterio se secularizó en 1542, era propietario entre otras cosas de 39 pueblos y la ciudad de Werder.

### Leyenda sobre la fundación

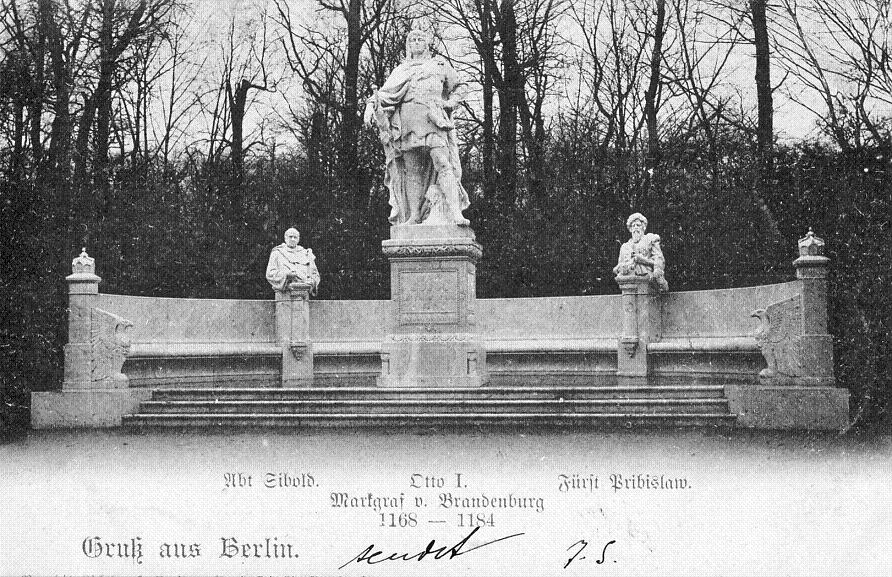
Grupo monumental, con el abad Sibold (a la izquierda) y Fürst Pribislaw

La leyenda de la fundación de la abadía es la siguiente. Otón se durmió después de una agotadora jornada de caza bajo un roble. En su sueño, apareció un venado que amenazó con destriparlo con sus cuernos, y que no pudo rechazar con su lanza. En su desesperación, Otón invocó el nombre de Cristo, momento en que el sueño se disolvió. Cuando Otón relató el extraño sueño a sus compañeros, interpretaron al venado como el símbolo de los eslavos paganos, y le aconsejaron que estableciera un monasterio en honor del dios cristiano para defenderse contra el paganismo. El roble y el venado o ciervo están en el escudo de la abadía.

## Monumento a Otón I en Berlín
El escultor Max Unger realizó un monumento a Otón en 1898 en la anterior Siegesallee (Avenida de la Victoria) en Tiergarten en Berlín, como parte de la construcción de un "bulevar de esplendor" con monumentos de la historia de Brandeburgo y Berlín (encargado por el emperador Guillermo II de Alemania). Bajo la dirección de Reinhold Begas entre 1895 y 1901, 27 escultores crearon 32 esculturas de los gobernantes de Brandeburgo y Prusia, cada uno de 2,75 m (9 ft) de alto. Cada escultura fue flanqueada por dos bustos menores de gente que tuvo un importante papel en la vida de ese gobernante. En el caso de Otón I, los bustos que lo flanquean son los de su padrino Pribislav y el primer abad de la abadía de Abbey, Sibold, quien según la leyenda fue asesinado.